# Ема Маки
Ема Маргарет Мари Тачард-Маки (енгл. Emma Margaret Marie Tachard-Mackey; Ле Ман, 4. јануар 1996) енглеско-француска је глумица. Пробојна улога била јој је као Мејв Вајли у драмедијској серији Сексуално образовање (2019–2023), за коју је добила номинацију за BAFTA Television Award за најбољу глумицу у комедији.

## Филмографија

### Филм
| Година | Српски назив                         | Оригинални назив | Улога             | Напомене    |
| ------ | ------------------------------------ | ---------------- | ----------------- | ----------- |
| 2019.  | Н/Д                                  |                  | Џес               | кратки филм |
| 2020.  | Н/Д                                  |                  | Холи              |             |
| 2021.  | Ајфел                                |                  | Адријана Бурж     |             |
| 2022.  | Смрт на Нилу                         |                  | Жаклин де Белфорт |             |
| 2022.  | Емили                                |                  | Емили Бронте      |             |
| 2023.  | Барби                                |                  | Физичарка Барби   |             |
| 2026.  | Летописи Нарније: Чаробњаков сестрић |                  | Џедис             |             |

### Телевизија
| Година     | Српски назив         | Оригинални назив | Улога      | Напомене          |
| ---------- | -------------------- | ---------------- | ---------- | ----------------- |
| 2016.      | Н/Д                  |                  | Мишел      | телевизијски филм |
| 2018.      | Н/Д                  | Summit Fever     | Изабел     |                   |
| 2019–2023. | Сексуално образовање |                  | Мејв Вајли | главна улога      |